# Yaadga
 Yaadga est une des 17 régions administratives du Burkina Faso.

## Histoire
La région a été administrativement créée le 2 juillet 2001, en même temps que 12 autres.Le nord du Burkina Faso a été habité par des populations comme les Dogons, et plus tard par les Mossi, qui ont établi des royaumes, dont le plus important était le Yatenga, avec Ouahigouya comme capitale. La region, en particulier, a été touché par des problèmes de sécurité et de développement, avec des conflits liés à la présence de groupes armés et des défis liés à la sécheresse et à la pauvreté.

## Situation
|                   | Bandiagara   | Sahel           |
| Boucle du Mouhoun | Nord         | Centre-Nord     |
|                   | Centre-Ouest | Plateau-Central |

## Provinces
La région Yaadga comprend 4 provinces :
- le Loroum,
- le Passoré,
- le Yatenga,
- le Zondoma (ou Zandoma).

## Démographie
Population :
- 1 002 526 habitants en 2002.
- 1 382 111 habitants en 2012.

## Administration
Le chef-lieu de la région est établi à Ouahigouya.
Depuis le 10 octobre 2011, la région est dirigée par le gouverneur Boukaré Khalil Bara.
Les informations contenues région du Nord au Burkina et les différentes esthénies habituellement